# John Tonry
| (20109) Alicelandis | 12 września 1995 |
| (30917) Moehorgan   | 19 kwietnia 1993 |

John L. Tonry (ur. 1953) – amerykański astronom i astrofizyk.

## Życiorys
Studiował matematykę i fizykę. W 1980 roku obronił w Massachusetts Institute of Technology doktorat z fizyki. Profesor w MIT od 1996. Od 1997 związany z Instytutem Astronomii Uniwersytetu Hawajskiego. Jego naukowe zainteresowania obejmują między innymi: kosmologię, badania struktury galaktyk oraz czarnych dziur w ich centrach. Odkrył 2 planetoidy.
Na jego cześć nazwano planetoidę (40919) Johntonry.